# Ружинський район
Ру́жинський райо́н — колишня адміністративно-територіальна одиниця Бердичівської округи, УСРР, Київської і Житомирської областей УРСР та України, у зоні лісостепу, районний центр розташований у смт Ружин. Населення становить 28 022 особи (на 1.08.2013). Площа — 1002 км². Утворено 1923 року.
На території району, площа якого 1000 квадратних кілометрів, із населенням на 1 січня 1990 року 39,6 тисячі мешканців, за територіальним поділом розташовано 50 населених пунктів, у тому числі одне селище міського типу — районний центр — і 49 великих і малих сіл. Найбільшими селами є Білилівка, Чорнорудка, Вчорайше, Бистрик, Ягнятин, Роставиця, Верхівня.

## Географія
Район межує з Андрушівським, Попільнянським районами Житомирської області, із Сквирським Київської області, Погребищенським, Козятинським районами Вінницької області.
Територія Ружинщини — хвиляста рівнина, порізана густою мережею глибоких ярів і широких балок, долинами рік Роставиці, Березянки, Бистриці та іншими невеличкими річечкам. Всі вони мають відносно спокійну течію. Їх русла перетинаються греблями, які утворюють ставки для розведення і вирощування риби. Загальна площа штучних водойм у районі становить понад 2000 гектарів. Клімат району помірно континентальний.
Ґрунти — опідзолені та малогумусні чорноземи. Серед корисних копалин є поклади граніту, глини, піску, каоліну. Природні умови сприятливі для розвитку землеробства, тваринництва, рибництва.
У районі — значні поклади граніту, цегляно-черепичних глин. Розвинута харчова промисловість. Галузі спеціалізації сільського господарства — рослинництво зерно-бурякового та тваринництво м'ясо-молочного напряму.

## Природно-заповідний фонд

### Ботанічні заказники
Голубіївський ліс, Карачина Гора.

### Лісові заказники
Перепища.

### Орнітологічні заказники
Власенки, Мусієвка.

### Парки-пам'ятки садово-паркового мистецтва
Верхівнянський парк (загальнодержавного значення).

## Історія
Район утворений 7 березня 1923 року в складі Бердичівської округи Київської губернії з 14 сільських рад Ружинської та Верхівнянської волостей Бердичівського повіту.
В 1925-32 роках склад району зазнавав суттєвих змін — через тривалий процес реформування мережі районів постійно відбувався обмін адміністративно-територіальними частинами між Ружинським та Білилівським, Погребищенським, Вчорайшенським районами.
2 вересня 1930 року було скасовано поділ УРСР на округи, через що, від 15 вересня 1930 року, Ружинський район, як і решта окремих адміністративних одиниць, перейшов у безпосереднє підпорядкування до республіканського центру.
9 лютого 1932 року район увійшов до складу новоствореної Київської області.
Внаслідок Голодомору 1932—1933 за даними різних джерел, у районі загинуло 4386 чол. та 10 родин, імена яких на сьогодні встановлено.
22 вересня 1937 року було утворено Житомирську область з Ружинським районом у складі.
В 1941-43 роках територія району входила до складу гебітскомісаріату Ружин Генеральної округи Житомир.
30 грудня 1962 року район було розформовано з приєднанням території до складу Попільнянського району. Відновлений 4 січня 1965 року в попередньому складі.
Ліквідований відповідно до постанови Верховної Ради України від 17 липня 2020 року «Про утворення та ліквідацію районів».

## Адміністративний устрій
Адміністративно-територіально район поділяється на сільську територіальну громаду та селищну і 22 сільські ради, які об'єднують 50 населених пунктів та підпорядковані Ружинській районній раді. Адміністративний центр — смт Ружин.

## Населення
За даними перепису населення СРСР 1939 року чисельність населення району становила 48 714 осіб, з них українців — 42 441, росіян — 1 356, німців — 42, євреїв — 2 056, поляків — 2 458, інших — 361.
Населення району станом на 2015 рік становило 27 497 осіб, з них міського — 4 590 (власне Ружин), сільського — 22 907 осіб.
За переписом 2001 року розподіл мешканців району за рідною мовою був наступним:
- українська — 98,68 %
- російська — 1,09 %
- польська — 0,06 %
- білоруська — 0,04 %
- молдовська — 0,03 %
- вірменська — 0,02 %

## Персоналії
- Кольченко Павло Іванович — учасник бою під Крутами
- Левчук Тимофій Васильович — український кінорежисер.
- Фоя Людмила — активістка УПА, учасниця контррозвідувальної операції проти НКВД, співробітниця підпільної преси під псевдонімом Марко Перелесник[3].
- Барановський Христофор Антонович — член Української Центральної Ради.

## Політика
25 травня 2014 року відбулися Президентські вибори України. У межах Ружинського району були створені 44 виборчі дільниці. Явка на виборах складала — 71,04 % (проголосували 16 665 із 23 460 виборців). Найбільшу кількість голосів отримав Петро Порошенко — 59,12 % (9 852 виборців); Юлія Тимошенко — 20,98 % (3 496 виборців), Олег Ляшко — 8,75 % (1 458 виборців), Анатолій Гриценко — 3,41 % (568 виборців). Решта кандидатів набрали меншу кількість голосів. Кількість недійсних або зіпсованих бюлетенів — 0,88 %.

## Пам'ятки
- Пам'ятки історії Ружинського району
- Пам'ятки монументального мистецтва Ружинського району